# Fonteio Capitão
Fonteio Capitão (em latim: Fonteius Capito; m. 68) foi um senador romano eleito cônsul em 67 com Lúcio Júlio Rufo. Seu prenome é desconhecido. O historiador David Shotter propõe que seja "Caio" (como é o caso de vários outros membros de sua gente), aparentemente baseado apenas um conjecturas.  Era filho de Caio Fonteio Capitão, cônsul em 12, e neto de Caio Fonteio Capitão, cônsul em 33 a.C.. Caio Fonteio Capitão, cônsul em 59, era seu irmão. 

## Carreira
Depois do consulado, Capitão foi enviado como legado imperial da Germânia Inferior. Durante seu mandato, mandou executar o rebelde batavo Júlio Paulo e ordenou que o irmão dele, Caio Júlio Civil, fosse preso e deportado para Roma. Capitão era considerado corrupto, mas era popular entre os soldados. Depois da morte de Nero, Fonteio Capitão foi assassinado no outono de 68 pelo legado Fábio Valente, por Cornélio Aquino e pelo comandante da frota do Reno, Júlio Burdo por ter supostamente conspirado para chegar ao trono. O novo imperador, Galba, aprovou o ato, mas o assassino propriamente dito, o centurião Crispino, foi executado no ano seguinte a pedido de seus próprios homens.
O sucessor de Capitão como governador da Germânia Inferior só foi nomeado em dezembro de 68 e o posto ficou vago neste período. O nomeado foi o futuro imperador Aulo Vitélio.